# Liste überregionaler Augenoptikunternehmen in Deutschland

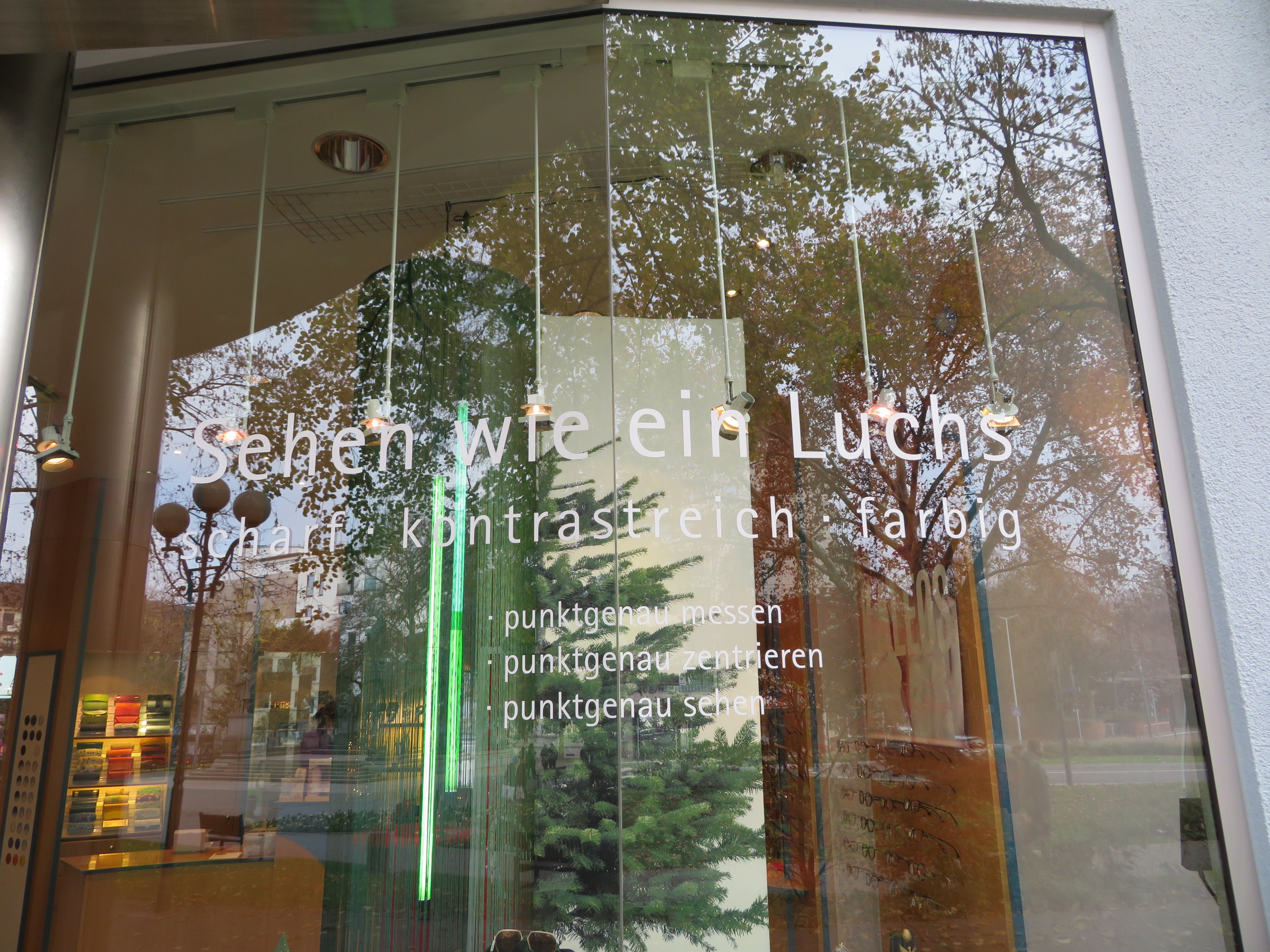

Die Liste überregionaler Augenoptikunternehmen enthält Augenoptikketten in Deutschland sowie Onlineanbieter.
Dabei werden bei den stationären Ketten auch bei reinen Franchiseketten die Filialen dem Franchisegeber zugeschlagen. Dies ist notwendig, um die Zahlen verschiedener Marktteilnehmer in verschiedenen Strukturen der einzelnen Unternehmen als Systeme in einem Markt vergleichbar zu machen. Gerade im Umfeld der Augenoptiker gibt es reine Filialnetze (z. B. Fielmann), Mischstrukturen mit eigenen Läden und Franchisenehmern (wie z. B. Apollo) oder Unternehmen, die gänzlich auf eigene Filialen verzichten und als reiner Franchisegeber im Markt auftreten.

## Stationäre Augenoptiker-Fachgeschäfte

### Allgemeine Informationen
|    | Kette                            | Gegr. | Sitz                    | Mitarb. | Umsatz                     | Anzahl Filialen (2015) in Deutschland | Tätigkeitsgebiet                   |
| -- | -------------------------------- | ----- | ----------------------- | ------- | -------------------------- | ------------------------------------- | ---------------------------------- |
| 1  | Fielmann                         | 1972  | Hamburg                 | 16732   | 1427,9 Mio.(K) 1014,0 Mio. | 589                                   | bundesweit                         |
| 2  | Apollo-Optik                     | 1972  | Schwabach               | 3600    | 0650,0 Mio.                | 586                                   | bundesweit                         |
| 3  | Pro Optik                        | 1987  | Wendlingen am Neckar    | 389     | 00119,5 Mio.               | 134                                   | bundesweit                         |
| 4  | Optik Matt                       | 1955  | Regensburg              |         | 0048,9 Mio.                | 72                                    | Süddeutschland, v. a. Bayern       |
| 5  | aktivoptik                       | 1989  | Bad Kreuznach           | 560     | 0048,8 Mio.                | 83                                    | bundesweit, v. a. Rheinland-Pfalz  |
| 6  | Optiker Bode                     | 1938  | Hamburg                 | 450     | 0047,5 Mio.                | 74                                    | Norddeutschland                    |
| 7  | eyes and more                    | 2005  | Eindhoven / Niederlande | >500    | 0038,7 Mio.                | 83                                    | bundesweit                         |
| 8  | Krass Optik                      | 1989  | München                 |         | 0042,0 Mio.                | 74                                    | bundesweit                         |
| 9  | Abele Optik                      | 1945  | Würzburg                | 570     | 0039,8 Mio.                | 74                                    | Süddeutschland                     |
| 10 | Binder Optik / Helmut Baur       | 1975  | Böblingen               | >400    | 0040,0 Mio.                | 49                                    | Baden-Württemberg                  |
| 11 | Brillen Rottler                  | 1946  | Arnsberg (Neheim)       |         | 0017,1 Mio.                | 125                                   | bundesweit                         |
| 12 | Smile Optic (Optik Jahn GmbH)    | 2010  | Köln                    | >120    | 18,1 Mio.                  | 42                                    | Nordrhein-Westfalen, Niedersachsen |
| 13 | Becker + Flöge                   | 1962  | Hannover                | ca. 270 | 0018,4 Mio.                | 27                                    | Niedersachsen                      |
| 14 | Neusehland                       | 1957  | Gießen                  | ca. 430 | 0015,5 Mio.                | 37                                    | v. a. Hessen                       |
| 15 | Viehoff-Gruppe                   |       |                         |         | 0015,6 Mio.                | 20                                    |                                    |
| 16 | Jonen Augenoptik & Hörakustik    | 1973  | Brühl                   |         | 0014,0 Mio.                | 22                                    |                                    |
| 17 | Delker Optik                     | 1978  | Eisenberg               | 200     |                            | 33                                    | Pfalz, Baden, Rheinhessen          |
| 18 | Emberger                         | 1976  | Bad Tölz                | 90      | 00<10                      | 17, davon 11 in D + 6 in Wien         | Deutschland, Österreich            |
| 19 | Fischer Optik-Akustik GmbH       |       | Bayreuth                |         | 0030 Mio.                  |                                       |                                    |
| 20 | Optik Schäfer-Nohe GmbH          |       | Tauberbischofsheim      |         | 0018 Mio.                  | 22                                    |                                    |
| 21 | Sedelmayr Optik und Akustik GmbH |       | Hünfeld                 | >100    | 0018 Mio.                  |                                       |                                    |
| 21 | SuperVista                       |       |                         |         | 00                         | 100                                   |                                    |
| 23 | Heini Weber Hören und Sehen      | 1930  | Kassel                  | 100-200 | 00<10                      | 18                                    |                                    |
| 24 | Pleines Fashion Optik            | 1956  | Jülich                  | 90      | 00<10                      | 16                                    |                                    |
| 25 | Matthias Kaulard                 | 1983  | Simmerath               | >100    | 0010-50                    | 15, davon 13 in D + 2 in Belgien      | Deutschland, Belgien               |
| 26 | Kodak lens                       |       |                         | >100    | 00>10                      | 23                                    | Westdeutschland                    |

Soweit nicht anders angegeben, stammen die Zahlen aus dem Jahr 2015 bzw. aus dem letzten für die einzelnen Unternehmen verfügbaren Jahresabschlüssen, veröffentlicht im Bundesanzeiger.

### Anteil am Gesamtvolumen in Deutschland
Grafik: Aufteilung des Branchenumsatzes (Quelle:ZVA)
Der Zentralverband der Augenoptiker in Deutschland (kurz:ZVA) veröffentlicht bei seinen jährlichen Zahlen auch das Verhältnis der größten zehn Filialisten im Verhältnis zur Gesamtbranche in Deutschland.
Erfasst sind hier sowohl die Zahlen des Gesamtmarktes (g) als auch die Zahlen des stationären Handels (s) sowie der Online-Verkäufe (o).
| Jahr | Gesamtumsatz                              | Anteil der zehn größten Filialunternehmen | Betriebe/Filialen | Anteil der zehn größten Filialunternehmen | Mitarbeiter | Anteil der zehn größten Filialunternehmen |
| ---- | ----------------------------------------- | ----------------------------------------- | ----------------- | ----------------------------------------- | ----------- | ----------------------------------------- |
| 2018 | 6.257 Mio.(g) 5.956 Mio.(s) 00301 Mio.(o) | 47,30 %                                   | 11.630            | 18,9 % (ca. 2.198)                        | 48.400      |                                           |
| 2017 | 6.120 Mio.(g) 5.859 Mio.(s) 00261 Mio.(o) | 45,50 %                                   | 11.700            | 17,8 % (ca. 2.083)                        | 48.400      |                                           |
| 2016 | 5.954 Mio.(g) 5.707 Mio.(s) 00247 Mio.(o) | 45,10 %                                   | 11.800            | 17,3 % (ca. 2.046)                        | 48.400      |                                           |
| 2015 | 5.831 Mio.(g) 5.606 Mio.(s) 00225 Mio.(o) | 40,14 %                                   | 11.900            | 17,1 % (ca. 2.030)                        | 48.600      |                                           |
| 2014 | 5.626 Mio.(g) 5.416 Mio.(s) 00210 Mio.(o) | 39,54 %                                   | 11.950            | 16,3 % (ca. 1.950)                        | 48.700      |                                           |
| 2013 | 5.438 Mio.(g) 5.273 Mio.(s) 00165 Mio.(o) | 38,35 %                                   | 12.000            | 16,0 % (1.924)                            | 48.900      |                                           |
| 2012 | 5.295 Mio.(g) 5.165 Mio.(s) 00130 Mio.(o) | 37,28 %                                   | 12.030            | 15,76 % (1.869)                           | 49.000      |                                           |
| 2011 | 5.039 Mio.(s)                             | 37,00 %                                   | 12.030            | 15,54 % (1.869)                           | 49.000      |                                           |
| 2010 | 4.916 Mio.(s)                             | 36,19 %                                   | 11.960            | 15,12 % (1.814)                           | 48.900      |                                           |
| 2009 | 4.805 Mio.(s)                             | 35,39 %                                   | 11.900            |                                           | 48.800      |                                           |
| 2008 | 4.734 Mio.(s)                             | 34,02 %                                   | 11.820            |                                           | 48.700      |                                           |
| 2007 | 3.158 Mio.                                | 32,18 %                                   | 11.760            | 15,5 %                                    |             |                                           |
| 2006 |                                           |                                           |                   |                                           |             |                                           |
| 2005 |                                           |                                           |                   |                                           |             |                                           |

### Mitarbeiter
|    | Name                          | 2014   | 2013   | 2012   | 2011   | 2010   | 2009   | 2008 | 2007 | 2006 | 2005 |
| -- | ----------------------------- | ------ | ------ | ------ | ------ | ------ | ------ | ---- | ---- | ---- | ---- |
| 1  | Apollo-Optik                  |        |        |        |        |        |        |      |      |      |      |
| 2  | Fielmann                      | 16.389 | 15.808 | 15.142 | 14.567 | 13.453 | 12.819 |      |      |      |      |
| 3  | Pro Optik                     |        |        |        |        |        |        |      |      |      |      |
| 4  | Optiker Bode                  |        |        |        |        |        |        |      |      |      |      |
| 5  | Matt Optik                    |        |        |        |        | 271    | 266    | 253  |      |      |      |
| 6  | Abele Optik                   |        |        |        |        |        |        |      |      |      |      |
| 7  | aktivoptik                    |        |        |        |        |        |        |      |      |      |      |
| 8  | eyes and more                 |        |        |        |        |        |        |      |      |      |      |
| 9  | Krass Optik                   |        |        |        |        |        |        |      |      |      |      |
| 10 | Binder Optik / Helmut Baur    |        |        |        |        |        |        |      |      |      |      |
| 11 | Brillen Rottler               |        |        |        |        |        |        |      |      |      |      |
| 12 | Becker + Flöge                |        |        |        |        |        |        |      |      |      |      |
| 13 | Neusehland                    |        |        |        |        |        |        |      |      |      |      |
| 14 | Viehoff-Gruppe                |        |        |        |        |        |        |      |      |      |      |
| 15 | Jonen Augenoptik & Hörakustik |        |        |        |        |        |        |      |      |      |      |
| 16 | Delker Optik                  |        |        |        |        |        |        |      |      |      |      |
| 17 | Emberger                      |        |        |        |        |        |        |      |      |      |      |

### Umsatz
|    | Name                          | 2015       | 2014       | 2013                             | 2012                           | 2011                           | 2010                           | 2009                           | 2008                           | 2007      | 2006       |
| -- | ----------------------------- | ---------- | ---------- | -------------------------------- | ------------------------------ | ------------------------------ | ------------------------------ | ------------------------------ | ------------------------------ | --------- | ---------- |
| 1  | Fielmann                      | 1047 Mio.  | 1.014 Mio. | 1.427,9 Mio.(K), 1.025,8 Mio.(D) | 1.350,1 Mio.(K), 962,0 Mio.(D) | 1.289,2 Mio.(K), 914,0 Mio.(D) | 1.230,0 Mio.(K), 873,2 Mio.(D) | 1.160,0 Mio.(K), 827,7 Mio.(D) | 1.110,0 Mio.(K), 806,5 Mio.(D) |           | 677,0 Mio. |
| 2  | Apollo-Optik                  | 675 Mio.   | 650 Mio.   | 426,0 Mio.                       | 414,1 Mio.                     | 402,7 Mio.                     | 405,4 Mio.                     | 392,6 Mio.                     | 355,0 Mio.                     |           | 300,0 Mio. |
| 3  | Pro Optik                     | 123,0 Mio. | 119,5 Mio. | 112,0 Mio.                       | 102,0 Mio.                     | 87,2 Mio.                      | 81,0 Mio.                      | 76,0 Mio.                      | 69,0 Mio.                      |           | 55,0 Mio.  |
| 4  | Optik Matt                    | 50,3 Mio.  | 48,9 Mio.  | 43,0 Mio.                        | 42,5 Mio.                      | 42,0 Mio.                      | 41,0 Mio.                      | 38,9 Mio.                      | 44,8 Mio.                      |           | 36,8 Mio.  |
| 5  | aktivoptik                    | 50,1 Mio.  | 48,75 Mio. | 48,3 Mio.                        | 38,8 Mio.                      | 37,2 Mio.                      | 37,2 Mio.                      | 37,0 Mio.                      | 35,0 Mio.                      |           | 25,4 Mio.  |
| 6  | Optiker Bode                  | 49,0 Mio.  | 47,5 Mio.  | 47,0 Mio.                        | 46,5 Mio.                      | 42,0 Mio.                      | 41,0 Mio.                      | 40,0 Mio.                      | 38,5 Mio.                      |           | 35,0 Mio.  |
| 7  | eyes and more                 | 44,8 Mio.  | 38,7 Mio.  | 33,2 Mio.                        | 30,0 Mio.                      | 28,9 Mio.                      | 23,7 Mio.                      | 16,9 Mio.                      |                                |           |            |
| 8  | Krass Optik                   | 43,3 Mio.  | 42,0 Mio.  | 38,3 Mio.                        | 33,7 Mio.                      | 31,1 Mio.                      | 29,3 Mio.                      | 27,8 Mio.                      | 26,3 Mio.                      |           | 21,0 Mio.  |
| 9  | Abele Optik                   | 41,0 Mio.  | 39,8 Mio.  | 38,5 Mio.                        | 37,9 Mio.                      | 37,2 Mio.                      | 37,2 Mio.                      | 37,2 Mio.                      | 36,7 Mio.                      |           | 33,5 Mio.  |
| 10 | Binder Optik / Helmut Baur    | 41,0 Mio.  | 40,0 Mio.  | 40,1 Mio.                        | 40,0 Mio.                      | 40,0 Mio.                      | 40,1 Mio.                      | 40,0 Mio.                      | 40,0 Mio.                      |           | 40,0 Mio.  |
| 11 | Becker + Flöge                | 18,8 Mio.  | 18,4 Mio.  | 18,1 Mio.                        | 17,6 Mio.                      | 17,4 Mio.                      | 16,9 Mio.                      | 16,9 Mio.                      |                                | 16,5 Mio. |            |
| 12 | Brillen Rottler               | 18,5 Mio.  | 17,1 Mio.  | 16,4 Mio.                        | 15,9 Mio.                      | 15,9 Mio.                      | 15,1 Mio.                      | 13,9 Mio.                      |                                |           |            |
| 13 | Viehoff-Gruppe                | 17,2 Mio.  | 15,6 Mio.  | 12,8 Mio.                        |                                |                                |                                |                                |                                |           |            |
| 14 | Neusehland                    | 17,1 Mio.  | 15,5 Mio.  | 14,9 Mio.                        | 14,5 Mio.                      | 13,5 Mio.                      | 12,5 Mio.                      | 11,5 Mio.                      |                                |           |            |
| 15 | Jonen Augenoptik & Hörakustik | 14,5 Mio.  | 14,0 Mio.  | 14,0 Mio.                        |                                |                                |                                |                                |                                |           |            |
| 16 | Delker Optik                  | 12,55 Mio. | 11,0 Mio.  |                                  |                                |                                | 8,5 Mio.                       |                                |                                |           |            |
| 17 | Emberger                      |            |            |                                  |                                |                                |                                |                                |                                |           |            |

### Filialen
|    | Name                          | 2015 | 2014    | 2013            | 2012            | 2011            | 2010            | 2009            | 2008            | 2007 | 2006 | 2005 | … | 1996 | … | 1993  |
| -- | ----------------------------- | ---- | ------- | --------------- | --------------- | --------------- | --------------- | --------------- | --------------- | ---- | ---- | ---- | - | ---- | - | ----- |
| 1  | Apollo-Optik                  | 0800 | 0800    | 0751            | 0751            | 0745            | 0750            | 0730            | 0660            |      | 0602 |      |   |      |   |       |
| 2  | Fielmann                      | 0589 | 0586(D) | 0687(K), 582(D) | 0679(K), 578(D) | 0671(K), 572(D) | 0663(K), 566(D) | 0655(K), 559(D) | 0644(K), 551(D) |      | 0522 |      |   |      |   | 00272 |
| 3  | Pro Optik                     | 0137 | 0134    | 0126            | 0117            | 0111            | 0105            | 0102            | 0091            |      | 0074 |      |   |      |   |       |
| 4  | eyes and more                 | 0099 | 0084    | 0079            | 0074            | 0072            | 0056            | 0042            | 0027            |      |      |      |   |      |   |       |
| 5  | aktivoptik                    | 0083 | 0079    | 0077            | 0072            | 0069            | 0064            | 0060            |                 | 0052 |      |      |   |      |   |       |
| 6  | Optiker Bode                  | 0075 | 0074    | 0074            | 0074            | 0074            | 0074            | 0073            | 0070            |      | 0062 | 0055 |   |      |   |       |
| 7  | Abele Optik                   | 0074 | 0074    | 0072            | 0072            | 0072            | 0072            | 0073            | 0072            |      | 0066 |      |   |      |   |       |
| 8  | Krass Optik                   | 0074 | 0074    | 0067            | 0059            | 0056            | 0052            | 0050            | 0048            |      | 0039 |      |   |      |   |       |
| 9  | Optik Matt                    | 0071 | 0072    | 0071            | 0072            | 0072            | 0074            | 0070            | 0075            | 0070 | 0066 |      |   | 0028 |   |       |
| 10 | Binder Optik                  | 0050 | 0049    | 0049            | 0050            | 0050            | 0051            | 0051            | 0050            |      | 0051 |      |   |      |   | 0032  |
| 11 | Brillen Rottler               | 0045 | 0043    | 0040            | 0037            | 0037            | 0034            | 0031            |                 |      |      |      |   |      |   |       |
| 12 | Neusehland                    | 0029 | 0027    | 0025            | 0024            | 0022            | 0020            | 0019            |                 |      |      |      |   |      |   |       |
| 13 | Becker + Flöge                | 0027 | 0026    | 0025            | 0024            | 0023            | 0022            | 0022            |                 | 0021 |      |      |   |      |   |       |
| 14 | Jonen Augenoptik & Hörakustik | 0022 | 0022    | 0022            |                 |                 |                 |                 |                 |      |      |      |   |      |   |       |
| 15 | Viehoff-Gruppe                | 0021 | 0020    | 0017            |                 |                 |                 |                 |                 |      |      |      |   |      |   |       |
| 16 | Delker Optik                  | 0020 | 0019    |                 |                 |                 | 0017            |                 |                 |      |      |      |   |      |   |       |
| 17 | Emberger                      |      |         |                 |                 |                 |                 |                 |                 |      |      |      |   |      |   |       |
| 18 | Brillen.de (Filialen)         |      |         |                 | 0017            |                 |                 |                 |                 |      |      |      |   |      |   |       |

### Einkaufsgruppen
Viele der unabhängigen Anbieter, sowohl lokale als auch kleinere Ketten sind in Einkaufsgruppen organisiert. Die zehn größten Einkaufsgruppen gemäß einer Erhebung des Zentralverbands der Augenoptiker (ZVA) nach Umsatz in Mio. Euro sind (Stand April 2016):
1. Brillen Profi-Contact GmbH, Kaufbeuren, 1.845 Mio. (2015)[41], 1.860 Mio. (2014)[41]
2. Optic Society, Oppenheim, 1.010 Mio. (2015)[41], 1.020 Mio. (2014)[41]
3. AMA, Lorch, 668 Mio. (2015)[41], 884 Mio. (2014)[41]
4. OptikPlus Marketing Ring GmbH, Celle, 578 Mio. (2015)[41], 580 Mio. (2014)[42]
5. Optiker Gilde, Hagen, 510 Mio. (2015)[41], 510 Mio. (2014)[41]
6. IGA Optik, Datteln, 510 Mio. (2015)[41], 491 Mio. (2014)[41]
7. Opticland, Nürnberg, 505 Mio. (2015)[41], 485 Mio. (2014)[41]
8. EGS-Optik GmbH, Wolnzach, 498 Mio. (2015)[41], 497 Mio. (2014)[41]
9. Optik1 GmbH, Schorndorf, 382 Mio. (2015)[41], 468 Mio. (2014)[41]
10. Optik Actuell AG, Neckarsulm, 250 Mio. (2015)[41], 255 Mio. (2014)[41]